# Stanisław Maria Saliński
Stanisław Maria Saliński, ps. Jerzy Seweryn (ur. 13 lutego 1902 w Nowokijowsku (Kraskino) , zm. 15 października 1969 w Warszawie) – polski dziennikarz i prozaik. Pisał teksty o tematyce marynistycznej i związane ze światem Dalekiego Wschodu.

## Życiorys
Był synem sędziego pokoju Stanisława Salińskiego i Julii z Przeborskich. Dzieciństwo spędził na pograniczu rosyjsko-koreańsko-mandżurskim. Szkołę średnią ukończył w 1919 we Władywostoku. Tam też odbył studia w Szkole Żeglugi i na Uniwersytecie Dalekowschodnim. W tym okresie zetknął się grupą futurystów skupioną wokół władywostockiego teatru „Bałaganczik”. Zadebiutował w 1918 na łamach rosyjskiego czasopisma „Tworczestwo”. W latach 1919–1921 pływał po Ocenie Spokojnym jako marynarz floty handlowej, co stanowiło kanwę wielu jego późniejszych nowel. W 1921 znalazł się w Polsce, gdzie na Uniwersytecie Warszawskim odbył studia prawnicze i polonistyczne. Ukończył studia w Wyższej Szkole Dziennikarskiej.
Debiutem w języku polskim było opowiadanie „Palmy, banany, bażanty", opublikowane w 1924 na łamach pisma młodzieży „Życie", za które otrzymał pierwszą nagrodę w konkursie literackim Koła Polonistów w Warszawie. Był członkiem grupy poetyckiej „Smok”, później związany był ze środowiskiem Kwadrygi.

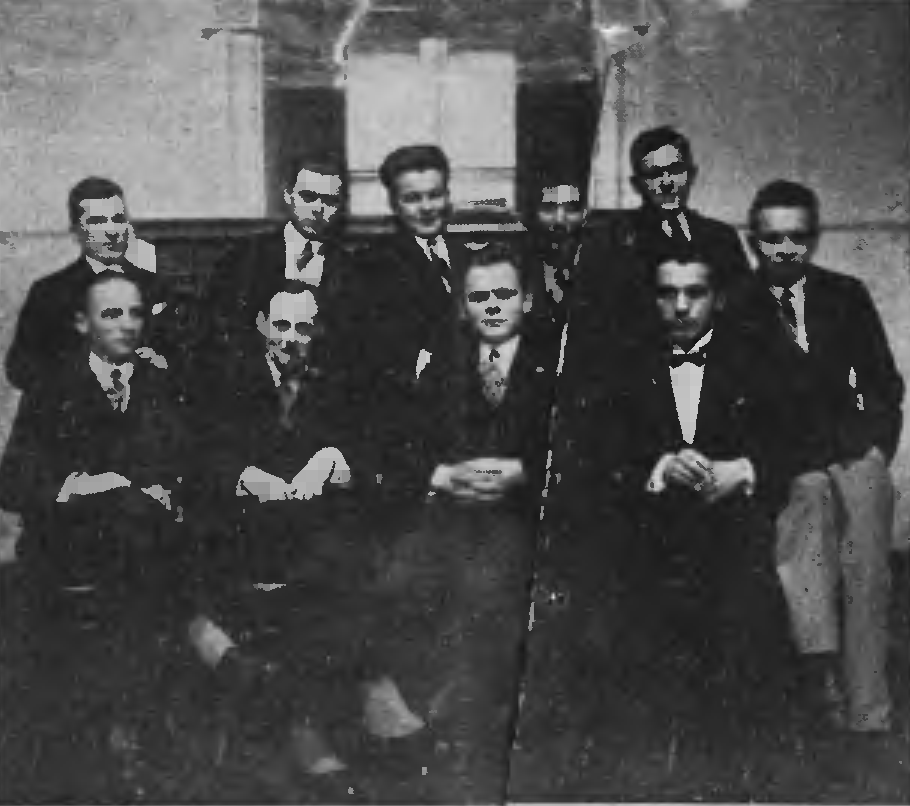
Grupa „Kwadrygi”. S.M. Saliński siedzi drugi od lewej

W 1926 roku otrzymał I nagrodę w prestiżowym konkursie redakcji „Naokoło Świata” za nowelę „Miłość Kapitana Paara". Uznanie przyniósł mu wydany w 1928 w formie książkowej cykl nowel „Opowieści Morskie”. W latach 1929–1930 podjął praktykę w przedsiębiorstwie „Żegluga Polska” odbywając 2 rejsy  na statku ss „Niemen” po Morzu Śródziemnym.
W 1930 ożenił się z Marią Weppo. W latach trzydziestych urodzili się jego dwaj synowie Stanisław i Paweł. Przez kolejne lata pracował w „Kurierze Czerwonym” i innych pismach „Domu Prasy”, przechodząc szczeble redakcyjnego rzemiosła od korektora, przez redaktora technicznego, pracownika redakcji do kierownika działu i sekretarza redakcji. Publikował też w prasie powieści w odcinkach pod pseudonimem Józef Seweryn. Wraz z Ryouchu Umedą opracowywał Antologię poezji japońskiej, która jednak nie została wydana ze względu na wybuch wojny.
We wrześniu 1939 jako dziennikarz dotarł do Tarnopola, skąd powrócił do Warszawy. Tu pracował jako przewodniczący Komisji Kwalifikacyjnej mokotowskiego oddziału Rady Głównej Opiekuńczej.

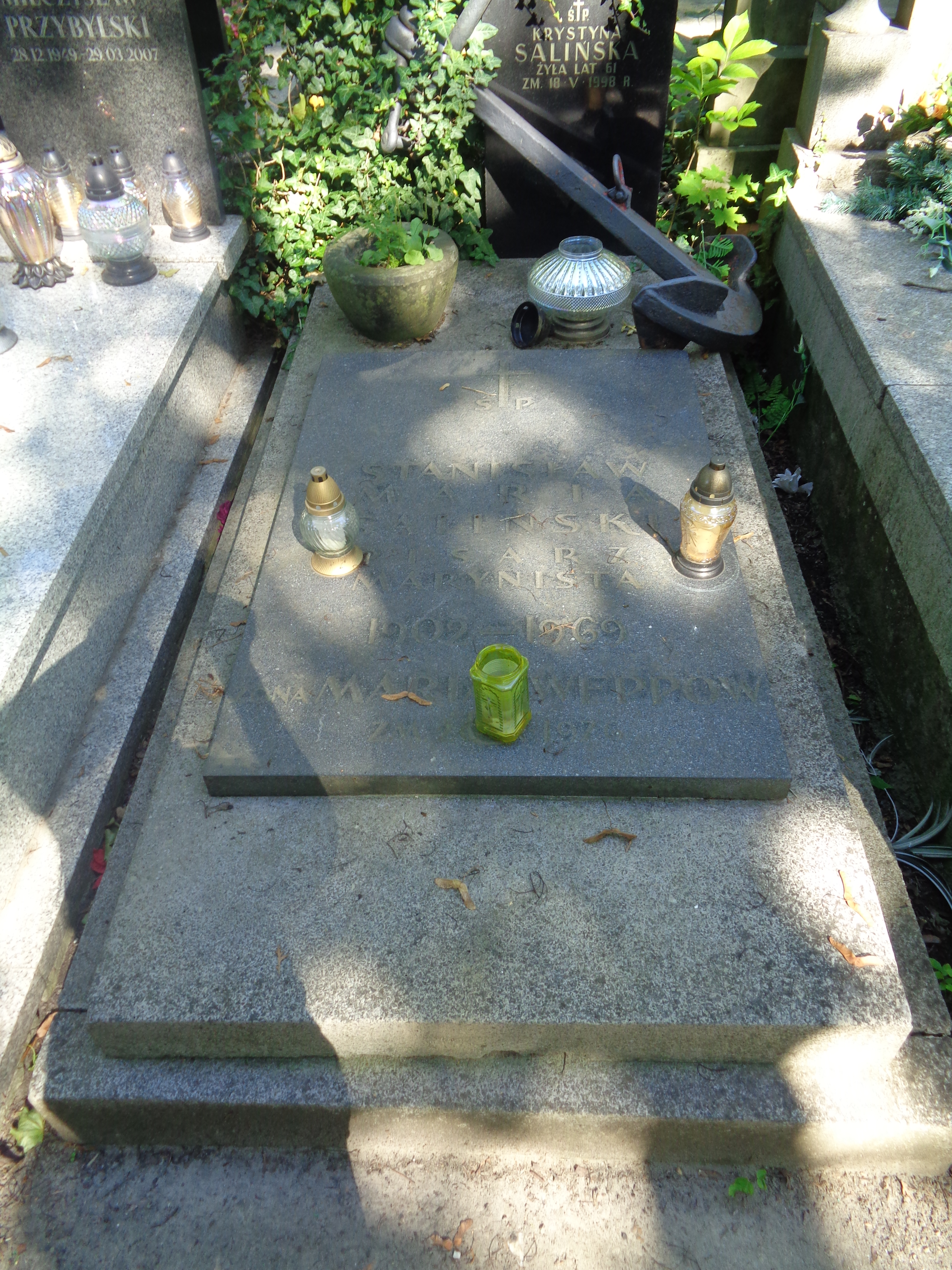
Grób Stanisława Marii Salińskiego na cmentarzu Powązkowskim

Ostrzeżony przez przyjaciół o grożącym mu aresztowaniu w sierpniu 1940 przeniósł się do Milejowa na Lubelszczyźnie. Do 1945 roku pracował w fabryce przetworów owocowo-warzywnych. Tam powstała jego największa powieść „Hieroglify” planowana jako jedna z 4 części cyklu dalekowschodniego, wydana dopiero w 1957 roku. We wrześniu 1945 powrócił do Warszawy. Rozpoczął pracę w redakcji „Głosu Ludu”, a następnie organizował pierwszą powojenną gazetę popołudniową „Express Wieczorny”, w którym był sekretarzem redakcji do 1956 roku. Pod pseudonimem Jerzy Seweryn opublikował tam kilka powieści w odcinkach które komentowały na bieżąco życie powojennej stolicy. Później pracował jako redaktor nocny w redakcji „Słowa Powszechnego”.
W 1959 roku otrzymał nagrodę im. Mariusza Zaruskiego za całokształt twórczości.
W latach sześćdziesiątych działał w szczecińskim Klubie marynistów i kilkakrotnie odwiedzał Szczecin. Rozpoczął pracę nad powieścią o współczesnym życiu tego miasta. Planował też słuchowisko radiowe które miało komentować na bieżąco szczecińskie wydarzenia. Ciężka choroba przeszkodziła w realizacji tych zamierzeń. Pochowany na cmentarzu Powązkowskim (kwatera 79-4-19).

## Publikacje pod własnym nazwiskiem
- Opowieści morskie (1928)[14].
- Pod banderą Syreny (1934)
- Kwadrans przed śmiercią (1936)
- Hieroglify (1957)
- La Paloma (1957)
- Jedenasty list Kamili Colon (1959)
- Anna z Kamienia (1962)
- Nora wychodzi w morze (1962)
- Pożegnanie z Pacyfikiem (1963)
- Ptaki powracają do snów (1964)[5]
- Long-play warszawski (1966)

## Publikacje pod pseudonimem Jerzy Seweryn
- Człowiek z blizną (1933)
- Barbaro kłamiesz (1946)
- Za jeden twój uśmiech, Joanno (1947)
- Kierunek na Elżbietkę (1947)
- Jutro o siódmej („Express Wieczorny" 1947 nr 218- 312)
- Marta  („Express Wieczorny" 1948 nr 217-309)
- Dobranoc, Anno... („Express Wieczorny" 1949 nr 122-218)

## Tłumaczenia
- Władimir Arsienjew  W tajdze (1950)[15]
- Borys Biednyj    Komary (1951)[16]
- Ilja Erenburg  Odwilż  cz. II (1956)[17]

## Odznaczenia
- Krzyż Kawalerski Orderu Odrodzenia Polski[18]
- Złoty Krzyż Zasługi[18]

## Upamiętnienie
Postać „Dziadzi” Stanisława Marii Salińskiego występuje w powieści „Wspólny pokój” Zbigniewa Uniłowskiego. Na jej motywach powstał w 1959 film pod tym samym tytułem w reżyserii Wojciecha Hassa, a w 1983 roku  serial telewizyjny „Życie Kamila Kuranta”.
Konstanty Ildefons Gałczyński poświęcił swojemu najbliższemu przyjacielowi kilka wierszy: „Do Stanisława Marii”, „Opętanie”, „Małe kina”.
Stanisław Maria Saliński wystąpił w etiudzie filmowej „Wspomnienie o poecie” poświęconej Konstantemu Ildefonsowi Gałczyńskiemu.
W Szczecinie jest ulica Stanisława Marii Salińskiego.